# Ехидни
Ехидните (Tachyglossidae) са семейство бозайници. Срещат се в Австралия, о. Тасмания и Нова Гвинея. Принадлежат към разред еднопроходни и също като другия представител на този разред – птицечовката – женската снася яйца, след което кърми малките. Тялото ѝ наподобяващо таралеж и е покрито с дълги бодли и косми. Човката и е удължена, за да може да достигне мравките, термитите, червеите и ларвите, с които се храни. Семейството съдържа два рода с 4 съществуващи днес вида.

## Класификация
Семейство Tachyglossidae – Ехидни
- Род Tachyglossus
  - Tachyglossus aculeatus, Късоноса ехидна, Австралийска ехидна
    - Tachyglossus aculeatus aculeatus
    - Tachyglossus aculeatus acanthion
    - Tachyglossus aculeatus lawesii
    - Tachyglossus aculeatus multiaculeatus
    - Tachyglossus aculeatus setosus
- Род Zaglossus
  - Zaglossus attenboroughi, Проехидна на Атънбъроу, Дългомуцунеста ехидна
  - Zaglossus bartoni,
    - Zaglossus bartoni bartoni
    - Zaglossus bartoni clunius
    - Zaglossus bartoni diamondi
    - Zaglossus bartoni smeenki

  - Zaglossus bruijni, Проехидна, Дългоноса ехидна, Дългоноса проехидна
  - Zaglossus hacketti (изчезнал)
  - Zaglossus robustus (изчезнал)

## Характерни особености
Ехидните са бозайници. Те са типични сухоземни животни. Активни са предимно нощем, през деня почиват. Срещат се в Австралия, о-в Тасмания и Нова Гвинея. Принадлежат към разред еднопроходни и също като другия представител на този разред – птицечовката – женската снася яйца, носи ги от 7 до 10 дни в коремната си торба. Новороденото достига едва 12 мм дължина и ближе млякото, стичащо се от млечните жлези. След 6 – 8 седмици малките са дълги вече 10 см и майката ги крие в гнезда. Наблюдава се появата на бодли. Тялото напомня на таралеж. Ехидните използват бодлите си за защита – подобно на таралежа те могат да се свиват на кълбо. Човката им е удължена, за да може да достигне мравките, термитите, червеите и ларвите, с които се храни. Семейството съдържа два рода с 4 актуално съществуващи вида. Ехидните живеят повече от 50 години.
Както при птицечовките така и при ехидните – всички проводи (яйцепроводи, семепроводи и пикочопроводи) на животното се свързват в един – клоака. Мозъкът на ехидната е по-добре развит от този на птицечовката. Тези животни имат много добър слух и лошо зрение, усещат всяко сътресение, имат добре развито обоняние.
Ехидните се хранят предимно с мравки, термити, други насекоми, дъждовни червеи и, за разлика от птицечовките, могат да не се хранят дълго време (до 1 месец). Намирайки насекомо, ехидната изхвърля своя дълъг, тънък и лепкав език, с който хваща плячката. Те поглъщат камъчета, които им помагат в храносмилането, подобно на птиците.